# Masters Tournament 2016
Het Masters Tournament 2016 werd gespeeld van 7 tot en met 10 april op de geroemde Augusta National Golf Club in Georgia. Het is de 80ste editie van het Amerikaanse golftoernooi. Titelverdediger was de Amerikaan Jordan Spieth.

## Programma
- Maandag en dinsdag worden oefenrondes gespeeld;
- Dinsdag: Georgia Cup, gespeeld op de Golf Club of Georgia;
- Woensdag wordt de traditionele Par 3 Contest gespeeld.[1] De eerste editie hiervan was in 1960. De spelers nemen een speciale caddie mee, meestal hun kind, vriendin of vader;
- Donderdag is de eerste ronde. Op tee 1 wordt het toernooi geopend door drie 'honorary starters', die ieder een bal afslaan. In het verleden waren dat Jock Hutchison (1963-73), Fred McLeod (1963-76), Gene Sarazen (1981-99), Byron Nelson (1981-82) en (1984-2001), Ken Venturi (1983), Sam Snead (1984-2002), Arnold Palmer (2007-2015), Jack Nicklaus (2010-heden) en Gary Player (2012-heden). De speler met de laagste score krijgt een kristallen vaas;
- Vrijdag is ronde 2, ook dan krijgt de speler met de laagste score een kristallen vaas.

Iedere speler, die een eagle maakt tijdens het toernooi, krijgt een kristallen tumbler.

### Georgia Cup
Op de dinsdag voor de Masters spelen de US Amateur en de British Amateur tegen elkaar. In 2016 waren dat Bryson DeChambeau (US Amateur 2015) en Romain Langasque (Brits Amateur 2015). Beiden staan in de top 10 van de wereldranglijst (WAGR). De Fransman won met 4&3.

### Par 3 Contest
Op de woensdag voor de Masters wordt sinds 1960 de Par 3 Contest gespeeld. Winnaar in 2016 was Jimmy Walker met een score van 19 (–8), een nieuw record. Hij won een kristallen bokaal. Er deden 61 spelers mee, niet allen zijn deelnemers van de Masters. Er deden ook een klein aantal genodigden mee, zoals Ben Crenshaw (winnaar 1984 en 1995) en Vinny Giles III (US Amateur 1970 en Brits Amateur 1975). Dertig spelers kwamen met een score onder par binnen. Er werd een hole-in-one gemaakt door negen spelers (het record was 5 sinds 2002): Rickie Fowler, Zach Johnson, Smylie Kaufman, David Lingmerth, Gary Player, Webb Simpson, Andy Sullivan, Justin Thomas en Jimmy Walker.

### Ronde 1
Jack Nicklaus en Gary Player waren de honorary starters. Daarna mocht Jim Herman aan zijn eerste Masters beginnen. Twintig spelers hadden een score onder par, incl. negen Europese spelers (Casey, García, Kjeldsen, Lowry, McIlroy, Poulter, Rose, Willett, Westwood). Spieth ging aan de leiding met 66 (-7), later bleek dat het toernooirecord te zijn. Met een score van 72 (par) was DeChambeau de beste amateur.

### Ronde 2
De scores waren vrijdag veel hoger. Spieth eindigde met een paar slechte holes maar bleef aan de leiding. Slechts vier spelers scoorden onder par, w.o. Rory McIlroy, die met -1 naar de tweede plaats steeg. De cut was +6, 57 spelers kwalificeerden zich voor het weekend. Spieth is de eerste speler die tijdens de Masters (2015 en 2016) zes rondes achter elkaar aan de leiding heeft gestaan.

### Ronde 3
Aan het begin van ronde 3 stonden slechts zeven spelers onder par, aan het eind van de ronde waren het er nog maar 4. Spieth bleef aan de leiding, Kaufman had met -3 de beste score en steeg naar de tweede plaats. De 58-jarige Bernhard Langer deelt de derde plaats met de 24-jarige Hideki Matsuyama.

### Ronde 4
Spieth en Kaufman vormden de laatste groep. Hoewel Spieth 7 birdies maakte, eindigde hij op +1. Op hole 12 (par 3) sloeg hij zijn bal tweemaal in het water en maakte hij een 7. Danny Willett ging er met de overwinning van door en Spieth eindigde op de tweede plaats, samen met Lee Westwood. Willett steeg na deze overwinning naar de negende plaats van de wereldranglijst. Bryson DeChambeau eindigde als beste amateur. De enige andere amateur die de cut had gehaald, Fransman Romain Langasque, eindigde met een mooie ronde van 68. DeChambeau werd de volgende dag professional.

## Resultaten
| Naam                   | R2D | OWGR | Score R1 | Score R1 | Nr  | Score R2 | Score R2 | Totaal | Nr  | Score R3 | Score R3 | Totaal | Nr  | Score R4 | Score R4 | Totaal | Nr  |
| ---------------------- | --- | ---- | -------- | -------- | --- | -------- | -------- | ------ | --- | -------- | -------- | ------ | --- | -------- | -------- | ------ | --- |
| Danny Willett          | 1   | 12   | 70       | -2       | T9  | 74       | +2       | par    | T8  | 72       | par      | par    | T5  | 67       | -5       | -5     | 1   |
| Jordan Spieth          | =   | 2    | 66       | -6       | 1   | 74       | +2       | -4     | 1   | 73       | +1       | -3     | 1   | 73       | +1       | -2     | T2  |
| Lee Westwood           | 67  | 67   | 71       | -1       | T13 | 75       | +3       | +2     | T23 | 71       | -1       | +1     | T8  | 69       | -3       | -2     | T2  |
| Paul Casey             | =   | 25   | 69       | -3       | T4  | 77       | +5       | +2     | T23 | 74       | +2       | +4     | T19 | 67       | -5       | -1     | T4  |
| J.B. Holmes            | =   | 23   | 72       | par      | T21 | 73       | +1       | +1     | T15 | 74       | +2       | +3     | T14 | 68       | -4       | -1     | T4  |
| Dustin Johnson         | =   | 8    | 73       | +1       | T32 | 71       | -1       | par    | T8  | 72       | par      | par    | T5  | 71       | -1       | -1     | T4  |
| Matthew Fitzpatrick    | 13  | 43   | 69       | -3       | T5  | 74       | +2       | -1     | T5  | 74       | +2       | +1     | T8  | 71       | -1       | par    | T7  |
| Søren Kjeldsen         | 22  | 44   | 69       | -3       | T5  | 74       | +2       | -1     | T5  | 74       | +2       | +1     | T8  | 71       | -1       | par    | T7  |
| Hideki Matsuyama       | =   | 14   | 71       | -1       | T13 | 72       | par      | -1     | T5  | 72       | par      | -1     | T3  | 73       | +1       | par    | T7  |
| Daniel Berger          | =   | 53   | 73       | +1       | T32 | 71       | -1       | par    | T8  | 74       | +2       | +2     | T11 | 71       | -1       | +1     | T10 |
| Jason Day              | =   | 1    | 72       | par      | T21 | 73       | +1       | +1     | T15 | 71       | -1       | par    | T5  | 73       | +1       | +1     | T10 |
| Rory McIlroy           | 4   | 3    | 70       | -2       | T9  | 71       | -1       | -3     | 2   | 77       | +5       | +2     | T11 | 71       | -1       | +1     | T10 |
| Justin Rose            | 20  | 9    | 69       | -3       | T5  | 77       | +5       | +2     | T23 | 73       | +1       | +3     | T14 | 70       | -2       | +1     | T10 |
| Brandt Snedeker        | =   | 17   | 71       | -1       | T13 | 72       | par      | -1     | T5  | 74       | +2       | +1     | T8  | 72       | par      | +1     | T10 |
| Danny Lee              | =   | 38   | 68       | -4       | T2  | 74       | +2       | -2     | T3  | 79       | +7       | +5     | T23 | 71       | -1       | +4     | T17 |
| Bryson DeChambeau (Am) | =   | =    | 72       | par      | T21 | 72       | par      | par    | T8  | 77       | +5       | +5     | T23 | 72       | par      | +5     | T21 |
| Bernhard Langer        | =   | 1000 | 72       | par      | T21 | 73       | +1       | +1     | T15 | 70       | -2       | -1     | T3  | 79       | +7       | +6     | T24 |
| Smylie Kaufman         | =   | 49   | 73       | +1       | T32 | 72       | par      | +1     | T15 | 69       | -3       | -2     | 2   | 81       | +9       | +7     | T29 |
| Scott Piercy           | =   | 47   | 70       | -2       | T9  | 72       | par      | -2     | T3  | 79       | +7       | +5     | T23 | 74       | +2       | +7     | T29 |
| Shane Lowry            | 40  | 32   | 68       | -4       | T2  | 76       | +4       | par    | T8  | 79       | +7       | +7     | T34 | 75       | +3       | +10    | T39 |

R2D = Race to Dubai, OWGR = Official World Golf Ranking

## Spelers
Jason Day won de Dell Matchplay in 2016 en staat weer nummer 1 op de wereldranglijst. De top-5 van de Race to Dubai doen mee. Dat zijn Danny Willett, Henrik Stenson, Branden Grace, Rory McIlroy en Charl Schwartzel.
Voormalige winnaars krijgen ieder jaar een uitnodiging. In 2016 doen 18 voormalige winnaars mee, de oudsten zijn Tom Watson (66), Mark O'Meara (59), Bernhard Langer (58) en Ian Woosnam (58). Ook zijn er altijd voormalige winnaars aanwezig die niet meer meespelen.  
| - An Byeong-hun - Kiradech Aphibarnrat - Daniel Berger - Steven Bowditch - Keegan Bradley - Ángel Cabrera (2009) - Rafa Cabrera Bello - Paul Casey (top-12 Masters 2015) - Darren Clarke - Jason Day - Jamie Donaldson - Victor Dubuisson - Jason Dufner - Ernie Els - Harris English - Matthew Fitzpatrick - Rickie Fowler - Sergio García - Fabián Gómez - Branden Grace (top-4 in US Open 2015) - Emiliano Grillo - Bill Haas (top-12 Masters 2015) - Jim Herman D | - Charley Hoffman (top-12 Masters 2015) - J.B. Holmes - Billy Horschel - Trevor Immelman (2008) - Thongchai Jaidee - Dustin Johnson (top-4 in US Open 2015) - Zach Johnson (2007) - Smylie Kaufman - Martin Kaymer - Chris Kirk - Kevin Kisner - Søren Kjeldsen - Russell Knox D - Brooks Koepka - Matt Kuchar - Anirban Lahiri - Bernhard Langer (1985, 1993) - Danny Lee - Marc Leishman (winnaar Brits Open 2015) - David Lingmerth D - Davis Love III - Shane Lowry - Sandy Lyle (1986) | - Hunter Mahan (top-12 Masters 2015) - Hideki Matsuyama (top-12 Masters 2015) - Graeme McDowell - Rory McIlroy - Troy Merritt - Phil Mickelson (2006, 2010) - Larry Mize (1987) - Ryan Moore (top-12 Masters 2015) - Kevin Na (top-12 Masters 2015) - Mark O'Meara (1998) - Louis Oosthuizen (top-4 in US Open 2015) - Scott Piercy - Ian Poulter (top-12 Masters 2015) - Patrick Reed - Justin Rose - Charl Schwartzel (2011) - Adam Scott (2013) - Webb Simpson - Vijay Singh (2000) - Cameron Smith (top-4 in US Open 2015) - Brandt Snedeker - Jordan Spieth (2015) - Henrik Stenson | - Robert Streb - Kevin Streelman (top-12 Masters 2015) - Andy Sullivan - Vaughn Taylor - Justin Thomas - Jimmy Walker - Bubba Watson (2012, 2014) - Tom Watson (1977, 1981) - Lee Westwood - Mike Weir (2003) - Bernd Wiesberger - Danny Willett - Chris Wood - Ian Woosnam (1991) Amateurs - Derek Bard (2de bij US Amateur), WAGR 25 - Paul Chaplet (Latin-America Amateur 2016), WAGR 441 - Bryson DeChambeau (US Amateur 2015), WAGR 3 - Cheng Jin (Asia-Pacific Amateur 2015), WAGR 19 - Romain Langasque (Brits Amateur 2015), WAGR 7 - Sammy Schmitz (US Mid-Amateur 2015), WAGR 2535 WAGR = World Amateur Golf Ranking (rang voor de start van de Masters) |

D = debutant
Rafa Cabrera Bello kwam net op tijd in de top-50 en verdiende zo zijn recht tot deelname. Hij heeft sinds enkele weken een nieuwe mental coach, de Engelse Chris Henry, een oud-snookerspeler die tegenwoordig in België woont. Ook Joost Luiten besloot onlangs tot samenwerking met deze coach
De 35-jarige amateur Sam Schmidt uit River Falls (Wisconsin) won in oktober 2015 het Mid-Amateur onder meer door een albatros op de 33ste hole te maken. Hij steeg van nummer 3724 naar nummer 2535 op de wereldranglijst voor amateurs. Zijn overwinning zorgde voor een wildcard voor de volgende Masters. Zijn vrouw Nathalie is verpleegster en maakte overuren om geld voor zijn reis te verzamelen.  Hij is nooit van plan geweest om professional te worden.
Tom Watson speelt de Masters voor de 43ste keer; hij heeft aangekondigd dat dit zijn laatste Masters is.

## Afzeggingen
- Bae Sang-moon	wegens militaire dienst
- Fred Couples (winnaar 1992)
- Jim Furyk
- José María Olazábal wegens gezondheid[5]
- Tiger Woods (winnaar 1997, 2001, 2002, 2005)

1934 ·
1935 ·
1936 ·
1937 ·
1938 ·
1939 ·
1940 ·
1941 ·
1942 ·
1943 ·
1944 ·
1945 ·
1946 ·
1947 ·
1948 ·
1949 ·
1950 ·
1951 ·
1952 ·
1953 ·
1954 ·
1955 ·
1956 ·
1957 ·
1958 ·
1959 ·
1960 ·
1961 ·
1962 ·
1963 ·
1964 ·
1965 ·
1966 ·
1967 ·
1968 ·
1969 ·
1970 ·
1971 ·
1972 ·
1973 ·
1974 ·
1975 ·
1976 ·
1977 ·
1978 ·
1979 ·
1980 ·
1981 ·
1982 ·
1983 ·
1984 ·
1985 ·
1986 ·
1987 ·
1988 ·
1989 ·
1990 ·
1991 ·
1992 ·
1993 ·
1994 ·
1995 ·
1996 ·
1997 ·
1998 ·
1999 ·
2000 ·
2001 ·
2002 ·
2003 ·
2004 ·
2005 ·
2006 ·
2007 ·
2008 ·
2009 ·
2010 ·
2011 ·
2012 ·
2013 ·
2014 ·
2015 ·
2016 ·
2017 ·
2018 ·
2019 ·
2020